# Kościół katolicki obrządku bizantyjsko-ukraińskiego

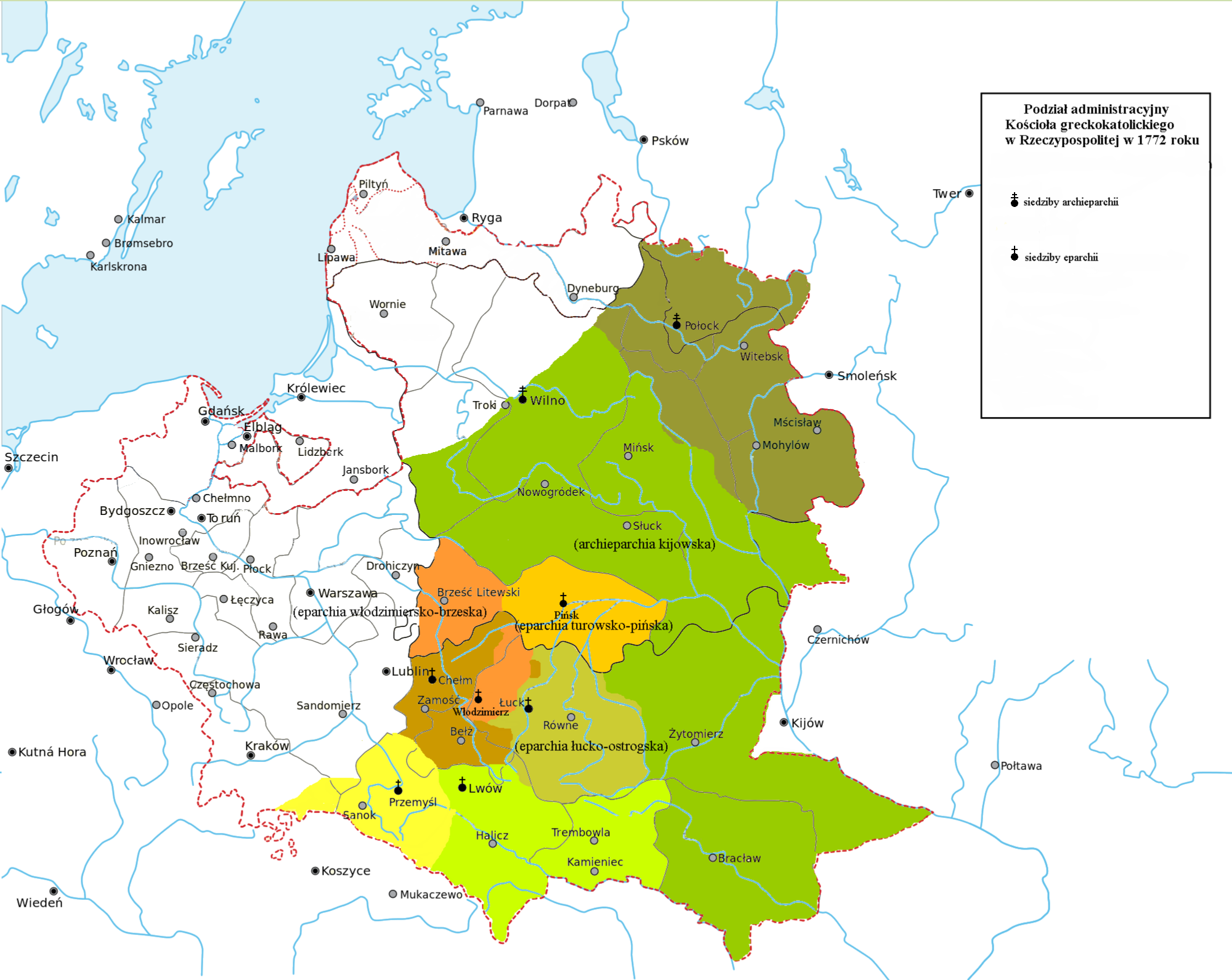
Podział administracyjny Kościoła greckokatolickiego w Polsce w 1772 roku

Kościół katolicki obrządku bizantyjsko-ukraińskiego, Ukraiński Kościół Greckokatolicki (ukr. Українська греко-католицька церква) – większy arcybiskupi Kościół wschodni, greckokatolicki, działający obecnie na terenie Ukrainy oraz wśród diaspory ukraińskiej, uznający władzę i autorytet papieża. W 2015 liczył około 4,6 miliona wiernych. Zwierzchnikiem jest Swiatosław Szewczuk.
Kościół ten działa również w Polsce pod nazwą Kościół greckokatolicki w Polsce.

## Nazwa
Oficjalną nazwą Kościoła, używaną przez Stolicę Apostolską, jest Kościół katolicki obrządku bizantyjsko-ukraińskiego. Nazwa ta została nadana w roku 1975, po otrzymaniu przez kardynała Josyfa Slipego godności metropolity Kijowa-Halicza. Przez wyznawców nazywany jest również Ukraińską Cerkwią greckokatolicką, Bizantyjskim Katolickim Kościołem Ukraińskim, Greckokatolicką Cerkwią Ukraińską lub Ukraińskim Kościołem katolickim. Dla porównania Kościoła z Kościołem rzymskokatolickim można użyć nazwy Kościół ukraińskokatolicki, jest to jednak nazwa myląca, ponieważ może wskazywać, że Kościół ten działa wyłącznie na Ukrainie. Zwyczajowo jest nazywany Kościołem unickim (nazwa pochodzi od unii brzeskiej) bądź greckokatolickim. Według Konkordatu pomiędzy Stolicą Apostolską a Rzecząpospolitą Polską z 10 lutego 1925 nazywany był obrządkiem grecko-rusińskim. Określenie Kościół bizantyjsko-ukraiński również bywa mylące, bowiem tak określa się czasem ukraińską część Rosyjskiej Cerkwi Prawosławnej.
Nazwę Kościół greckokatolicki wprowadziła cesarzowa Maria Teresa w 1774 dla odróżnienia wiernych tej wspólnoty od wiernych Kościoła rzymskokatolickiego oraz Kościoła ormiańskokatolickiego. Natomiast nazwa Ukraiński Kościół Katolicki w dokumentach figuruje od 1960 roku. W 1999 zaproponowano by nazwać Kościół: kijowskim, kijowskokatolickim czy Kijowskim Kościołem katolickim.

## Historia

### I Rzeczpospolita

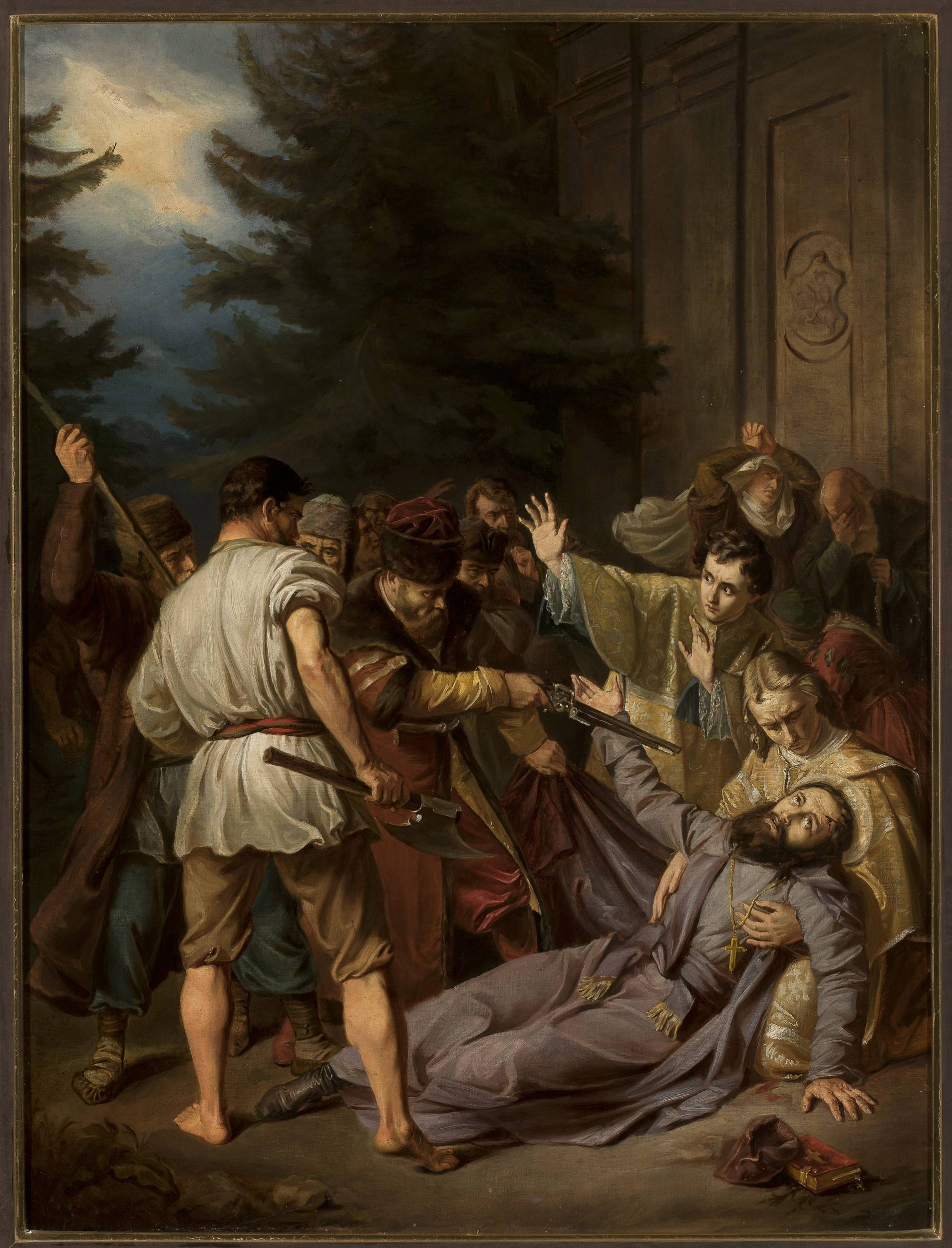
Męczeństwo Jozafata Kuncewicza, obraz pędzla Józefa Simmlera

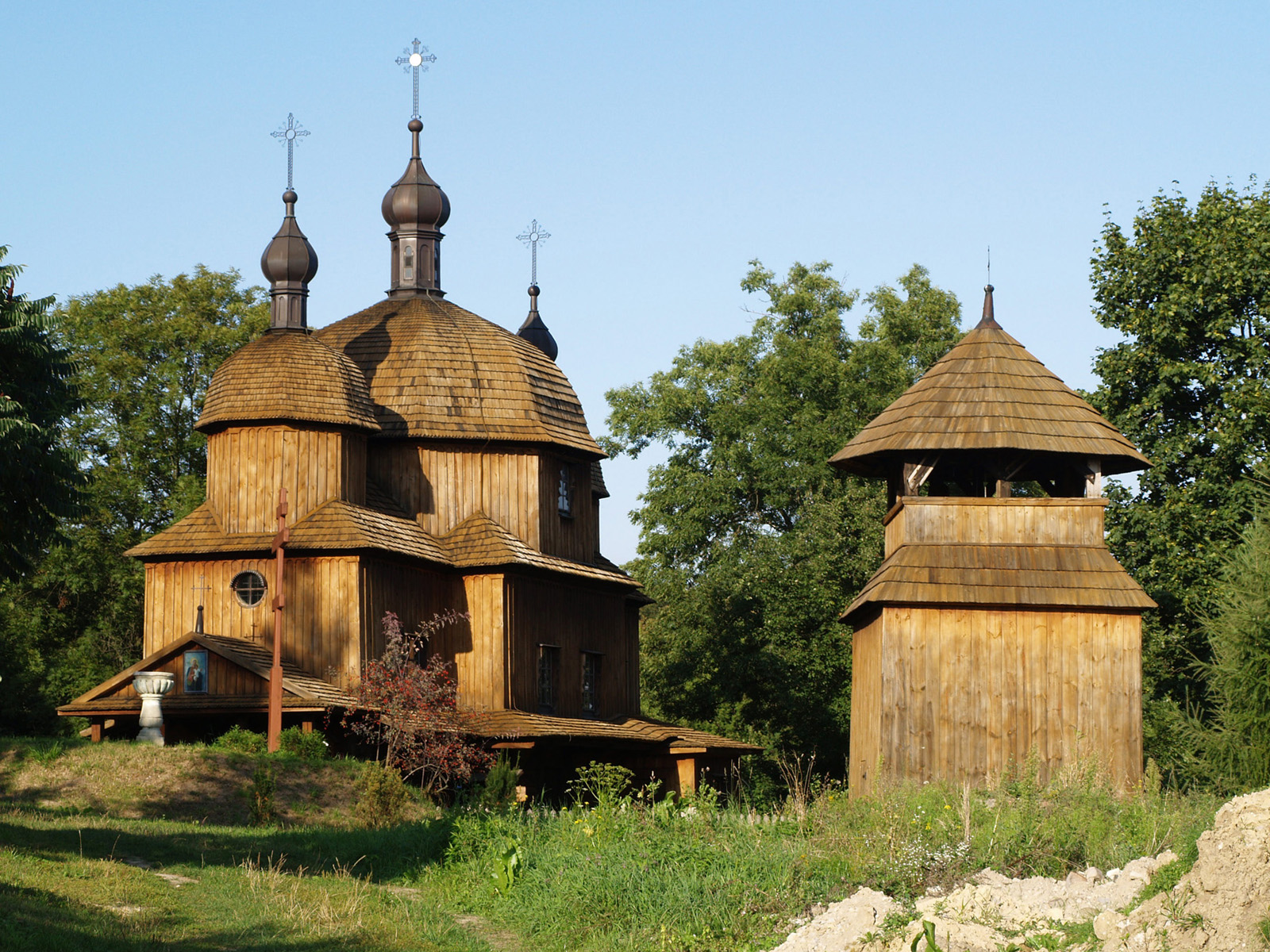
Cerkiew greckokatolicka z 1759 r. (z Tarnoszyna) w lubelskim Skansenie

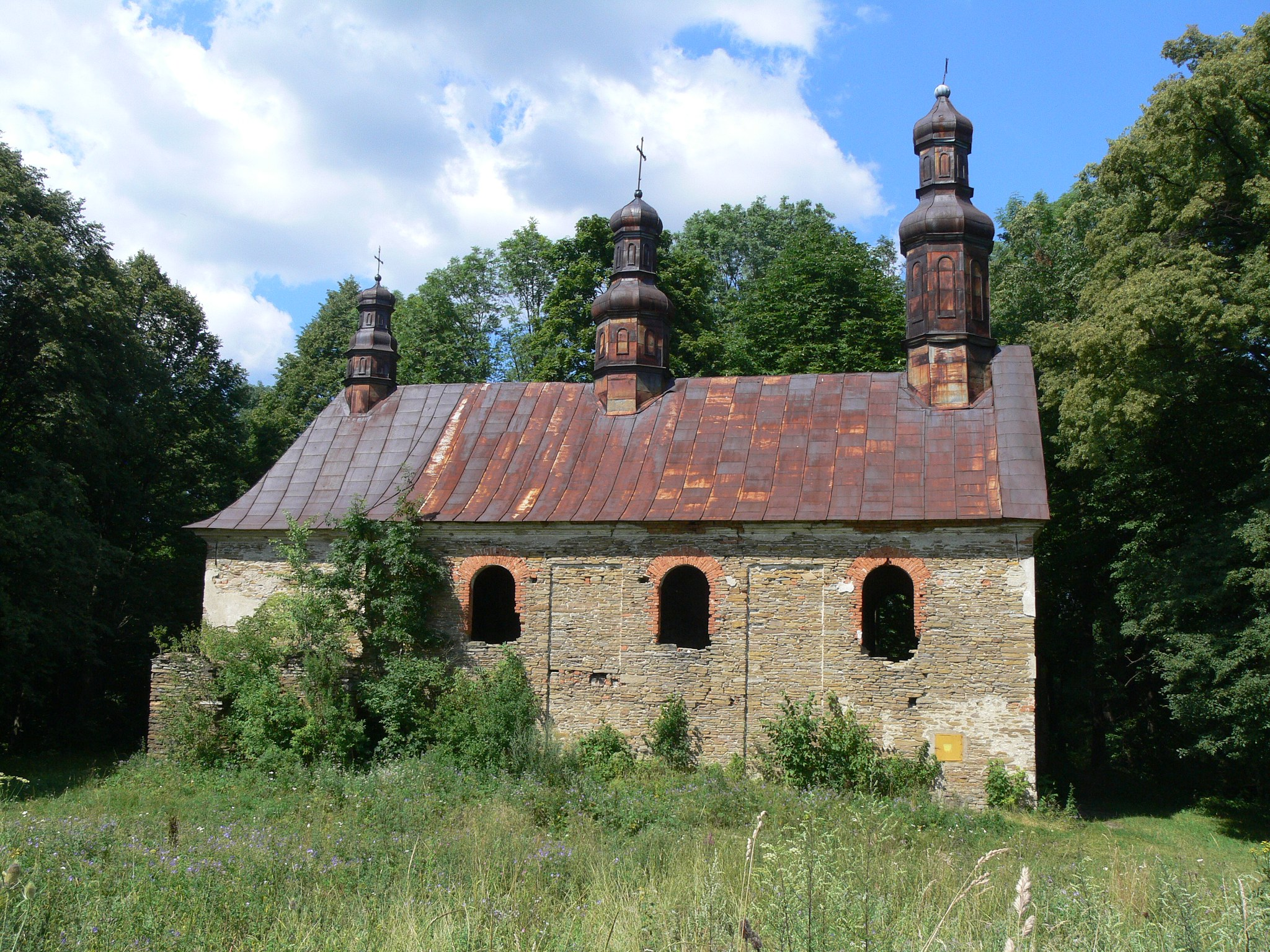
Opuszczona cerkiew w Króliku Wołoskim

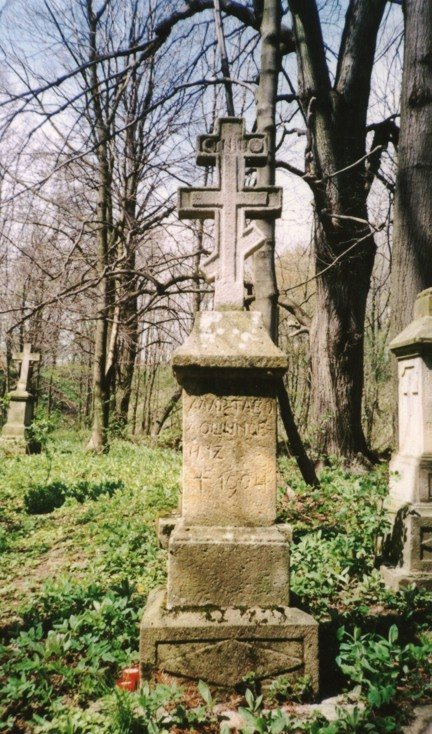
Nagrobek greckokatolicki

W 988 r. książę Rusi Kijowskiej Włodzimierz I Wielki przyjął chrzest w obrządku wschodnim z rąk patriarchy Konstantynopola, co oznaczało wejście Rusi w krąg chrześcijaństwa bizantyjskiego.
Po wielkiej schizmie wschodniej w 1054 r. Kościół ruski formalnie dalej podlegał patriarsze Konstantynopola. Pomimo nieuznania papieża jako swojego zwierzchnika, Kościół ruski oficjalnie nie zerwał komunii (jedności) z Rzymem aż do XIII w. Nie zważając na fakt, że obie strony – Rzym i Konstantynopol – obłożyły się wzajemnie ekskomuniką, delegaci Kościoła ruskiego uczestniczyli w soborach w Lyonie (1245 i 1274 r.) oraz w Konstancji (1414–1417). W końcu jednak ruska Cerkiew porozumiała się z patriarchą Konstantynopola i odeszła od komunii z Kościołem rzymskim. Ruscy hierarchowie aktywnie uczestniczyli w pracach nad unią florencką, nie wysłali jednak delegatów na sobór w Trydencie.
W 1299 r. podczas wojny pomiędzy chanami złotoordyjskimi Toktą i Nogajem metropolita kijowski Maksym przeniósł swą siedzibę ze zniszczonego Kijowa do Włodzimierza nad Klaźmą. W 1325 r. metropolita Wszechrusi Piotr przeniósł swą siedzibę z Włodzimierza nad Klaźmą do Moskwy. W wyniku zaistniałej sytuacji książęta halicko-wołyńscy rozpoczęli starania o utworzenie nowej, drugiej metropolii na Rusi z siedzibą w Kijowie, na co patriarcha Konstantynopola wyraził zgodę.
W 1448 roku metropolia moskiewska uzyskała niezależność od Patriarchatu Konstantynopolitańskiego (status autokefalii), a metropolita Jonasz tytuł Metropolity Moskwy i Wszechrusi. Działo się to zaledwie na 5 lat przed upadkiem Konstantynopola, toteż Moskwa zaczęła być postrzegana jako sukcesorka jego tradycji, co zrodziło pojęcie Trzeciego Rzymu. W 1589 roku metropolita Jow stał się pierwszym patriarchą Moskwy i Wszechrusi. Odtąd Rosyjski Kościół Prawosławny zajmuje piąte miejsce w dyptychu Kościołów prawosławnych, tuż po czterech patriarchatach starożytnych. W ciągu następnych lat wraz z osłabianiem się potęgi domu carskiego patriarchowie (zwłaszcza Hermogen i Filaret) stali się wpływowymi figurami w państwie.
Ruscy hierarchowie ponawiali próby przywrócenia jedności z Rzymem i w 1596 r. zawarli unię brzeską. Na jej mocy Cerkiew prawosławna na terytorium Rzeczypospolitej Obojga Narodów przyjęła zwierzchnictwo papieża, zachowując jednak własną strukturę administracyjną oraz wschodnią liturgię. Oficjalne przyjęcie Kościoła ruskiego do wspólnoty z Rzymem nastąpiło 23 grudnia 1595.
Pierwszy synod Katolickiego Kościoła Ruskiego odbył się w 1626. Następne planowane (a nawet zwoływane) w 1647, oraz w 1683-1684 nie doszły do skutku, chociaż formalnie miały odbywać się co 4 lata.
Dwóch prawosławnych hierarchów z terenów Rzeczypospolitej odrzuciło unię, pozostając pod zwierzchnictwem patriarchy Konstantynopola. W 1686 Cerkiew prawosławna Rzeczypospolitej została podporządkowana patriarchatowi moskiewskiemu.
Diecezje położone w późniejszej Galicji, czyli na obszarze największej współcześnie aktywności ukraińskiej cerkwi greckokatolickiej, przystąpiły do unii z Rzymem stosunkowo późno – diecezja przemyska w 1692, diecezja lwowska w 1700 r. Do końca XVIII wieku ponad dwie trzecie mieszkańców tych ziem stało się grekokatolikami. Po przyłączeniu się wymienionych diecezji struktura organizacyjna kościoła wyglądała następująco: metropolia kijowska, archidiecezja połocka, oraz 6 eparchii: pińsko-turowska, włodzimiersko-brzeska, chełmsko-bełska, łucko-ostrogska, lwowsko-halicko-kamieniecka i przemysko-samborska.
Drugim synodem kościoła unickiego był synod zamojski, zwołany w 1720 r.
Diecezje unickie dzieliły się na parafie, dekanaty i oficjalaty. Diecezje unickie były znacznie większe od rzymskokatolickich, przeciętnie liczyły ponad 60 tysięcy km². Archidiecezja kijowska zajmowała ok. 50% ogólnej powierzchni diecezji unickich, a wraz z archidiecezją połocką prawie 70%. W XVII i XVIII wieku nastąpił żywiołowy rozwój sieci parafialnej. Miały na to wpływ między innymi finanse – fundacja cerkwi była przedsięwzięciem dużo tańszym od fundacji kościoła rzymskokatolickiego. Początkowo fundacje odbywały się poza kontrolą biskupów. Dopiero w XVIII wieku biskupi zaczęli dbać o równomierne rozłożenie parafii i odpowiednie zabezpieczenie materialne proboszczów.

### Rosja
Już w czasach rozbiorów Rzeczypospolitej Rosja zaplanowała likwidację Cerkwi greckokatolickiej poprzez jej włączenie („powrót”) do Cerkwi prawosławnej. W swojej polityce rosyjscy carowie nie przewidywali miejsca dla konkurentów prawosławia, będącego religią państwową.
Większość duchowieństwa greckokatolickiego wyraziła oficjalnie swoje poparcie w sprawie likwidacji unii. Wśród nich znajdowali się biskupi uniccy Józef Siemaszko, Wasyl Łużyński, Antoni Zubko, którzy w 1838 roku zgłosili w tajemnicy swój akces do Cerkwi prawosławnej, ponadto Siemaszko i Łużyński rozpoczęli zbieranie wśród duchowieństwa unickiego podpisów za masową konwersją na prawosławie. W diecezji litewskiej zebrano ich 760 (więcej niż połowa wszystkich duchownych z tego obszaru), a w diecezji białoruskiej 186 (mniej niż połowa). Na synodzie w Połocku w lutym 1839 przedstawiciele duchowieństwa, wraz z wymienionymi wyżej biskupami, podjęli decyzję o połączeniu Cerkwi greckokatolickiej z Patriarchatem Moskiewskim. Następnie wystosowano petycję do cara, na której znalazły się podpisy 1305 duchownych (jedynie 500 duchownych odmówiło pod nią podpisu). Po zapoznaniu z nią władz rosyjskich Cerkwi prawosławnej doszło dnia 25 marca 1839 roku (starego stylu) do formalnego wyrażenia zgody na przyłączenie Kościoła unickiego do prawosławia. Tym samym Cerkiew unicka na obszarze Cesarstwa Rosyjskiego zachowała się jedynie w Królestwie Polskim (Chełmszczyzna), jednak i tutaj unia została zlikwidowana. W styczniu 1874 przy użyciu siły rosyjscy żołnierze zabili 26 unitów w Pratulinie i Drelowie. Tak więc Cerkiew greckokatolicka na terenie zaboru rosyjskiego została niemal całkowicie zniesiona, trwając tylko na niektórych terenach w podziemiu.

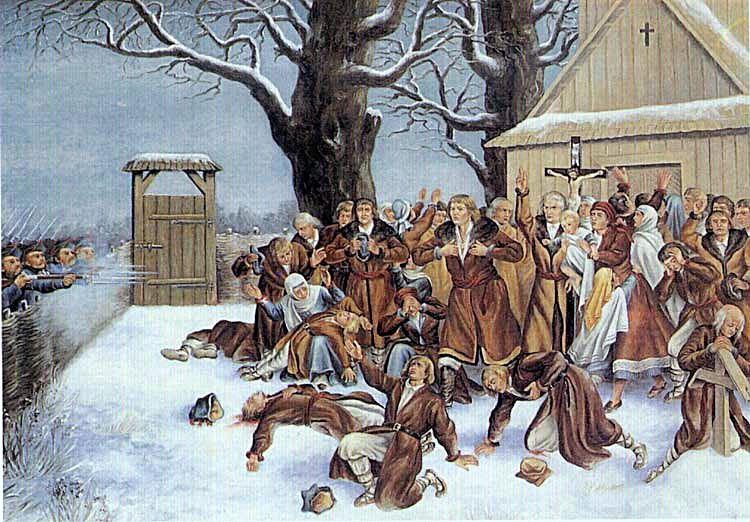
Męczennicy z Pratulina

### Austria
W zbliżonym okresie do unii z Kościołem rzymskim przystąpiły również części prawosławnych hierarchii i wiernych Zakarpacia (unia użhorodzka – 1646, unia mukaczewska – 1664, unia marmaroska – 1713) i Siedmiogrodu (unia w Baia Mare – 1700). Powstała w ten sposób odrębna od ukraińskiej rusińska cerkiew greckokatolicka, z której później rozwinęły się greckokatolickie cerkwie słowacka, węgierska i rumuńska.
Katolicyzm w obrządku bizantyjsko-ukraińskim przetrwał w Galicji, która w 1772 r. znalazła się pod rządami austriackimi. W jej skład weszły: unicka diecezja przemyska (1253 parafie), większa część diecezji lwowskiej (990 parafii), oraz części diecezji halickiej i kamienieckiej (w sumie 3432 parafie). Po zajęciu Bukowiny w 1786 r. tamtejsi wierni zostali podporządkowani jurysdykcji biskupa lwowskiego.
W 1774 r. cesarzowa Maria Teresa zmieniła nazwę kościoła z „unicki” na „greckokatolicki”, zakazano również stosowania określenia „pop” na rzecz księdza i proboszcza. Księża greckokatoliccy zostali zrównani w prawach z duchowieństwem łacińskim, a ich synom zapewniono teoretycznie dostęp do urzędów na równi ze szlachtą.
W Wiedniu w 1774 r. otwarto seminarium – „Barbareum”, natomiast w 1783 r. otwarto we Lwowie Greckokatolickie Seminarium Generalne, kształcące rocznie 50 alumnów.
Również w 1774 r. biskup lwowski Leon Ludwik Szeptycki rozpoczął starania o odnowienie metropolii halickiej, uwieńczone sukcesem w 1808. Pierwszym arcybiskupem został biskup przemyski Anton Anhełłowycz. W 1850 r. powołano diecezję stanisławowską (której podlegali również wierni z Bukowiny), jednak rozpoczęła ona działalność dopiero w 1885, po decyzji papieża Leona XIII. Jej pierwszym biskupem był Julian Pełesz.

### Okres I wojny światowej
Słabość Cerkwi unickiej, oraz szerzące się rusofilstwo wśród duchowieństwa greckokatolickiego, wyraźnie zarysowały się po inwazji na tereny Galicji Imperium Rosyjskiego. W okresie tym na ogólną liczbę 2483 duchownych greckokatolickich w całej Galicji: 30 bezpośrednio przeszło na prawosławie (nie wliczając eparchii stanisławowskiej), 61 z własnej woli opuściło Galicję i wyjechało do Rosji (nie wliczając eparchii stanisławowskiej), ponad 350 kapłanów o poglądach rusofilskich, uznanych za niebezpiecznych dla państwa ze względu na swoje poglądy polityczne zostało aresztowanych przez władze austriackie przed wkroczeniem Rosjan, i internowanych w obozie w Talerhofie, 350 kapłanów „uciekinierów” opuściło Galicję wraz z armią austriacką, poza tym wielu duchownych (nawet kilkaset), którzy pozostali w swoich parafiach współpracowało jawnie z duchowieństwem prawosławnym. Duchownych unickich aktywistów, którzy wyraźnie przeciwstawiali się narzuconemu reżimowi rosyjskiemu było zaledwie, według różnych szacunków od 56 do około 100.
Według źródeł rosyjskich w okresie I wojny światowej, i obecności na ziemiach dawnej Galicji armii rosyjskiej, około 500 parafii unickich (prawie 1/4 ogółu) przyjęło prawosławie, w większości pod przymusem. Zdarzały się jednak wypadki, że sami wierni greckokatoliccy usuwali proboszczów unickich z parafii, po czym na ich miejsce wprowadzano duchownych prawosławnych, Rosjan.

### II Rzeczpospolita

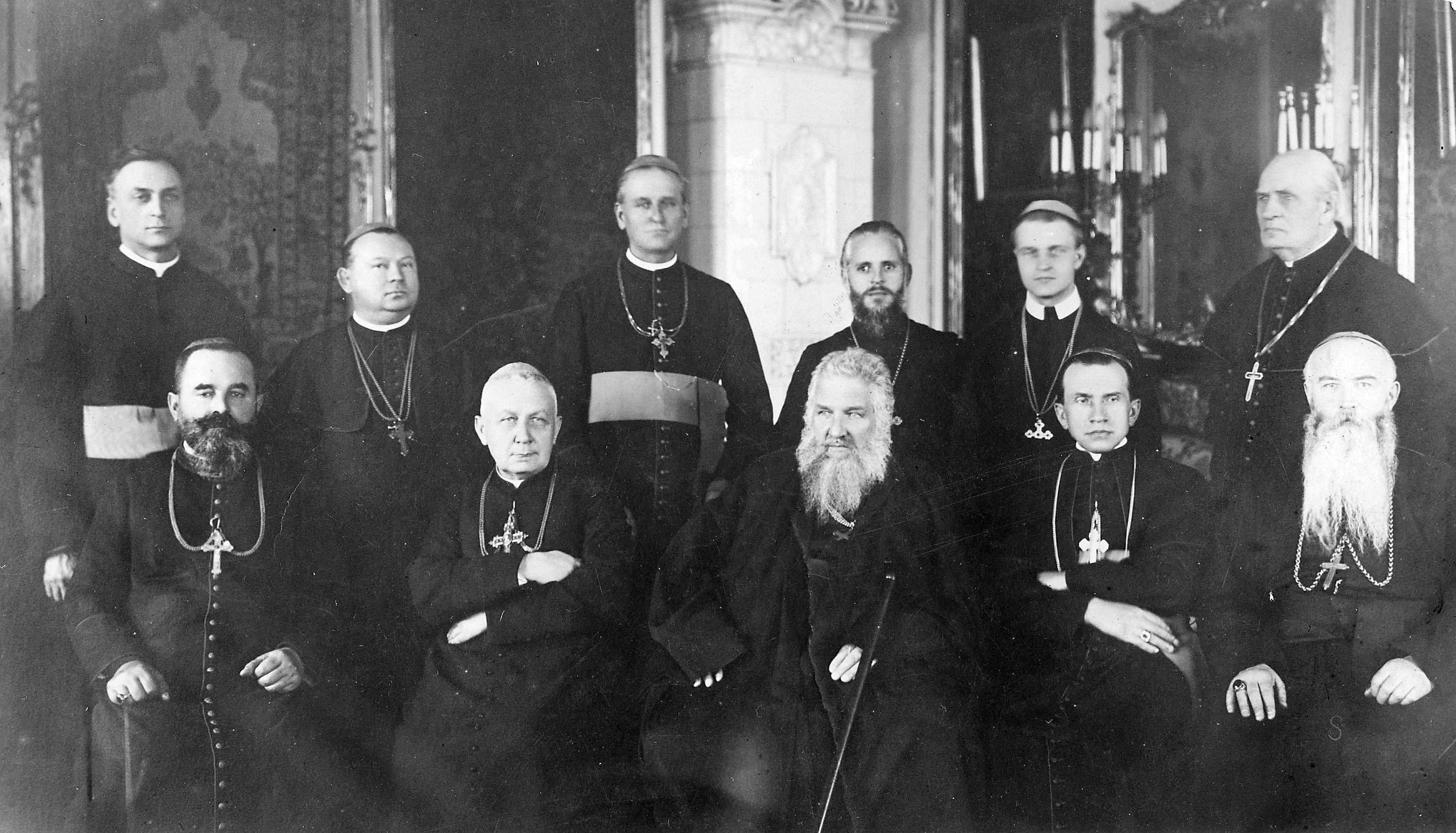
Biskupi greckokatoliccy podczas spotkania we Lwowie, 12.1927. Siedzą: bp Grzegorz Chomyszyn, abp metropolita Andrzej Szeptycki, bp Nikita Budka, bp Jozafat Kocyłowski.

Wraz z odrodzeniem Polski po I wojnie światowej nastąpiła akcja misyjna wśród prawosławnej ludności pounickiej na Wołyniu i na Białorusi (neounityzm). Bardzo silny rozwój kościoła greckokatolickiego miał miejsce w zaborze austriackim – w Galicji, a później w Małopolsce Wschodniej, za czasów metropolity Andrzeja Szeptyckiego (1900-1944). W 1939 cerkiew greckokatolicka na terenach Polski składała się z archieparchii lwowskiej, z eparchii przemyskiej (w jej ramach istniała Apostolska Administracja Łemkowszczyzny) i z eparchii stanisławowskiej (od 1885). Pod koniec XIX wieku emigranci z Galicji Wschodniej założyli parafie greckokatolickie w Brazylii, Kanadzie i Stanach Zjednoczonych.
W okresie całego dwudziestolecia międzywojennego była prowadzona systematyczna ukrainizacja Kościoła greckokatolickiego, a jednym z jej sposobów było tzw. oczyszczanie obrządku greckokatolickiego z naleciałości łacińskich. Ukrainizacja spotkała się z wyraźnym sprzeciwem ludności ruskiej na Łemkowszczyźnie, gdzie w wyniku oporu do tej akcji zaczęło się szerzyć prawosławie.
Kościół greckokatolicki w 1938 roku na terenie II Rzeczypospolitej posiadał 138 tys. ha ziemi i lasów i był zrównany w prawach z Kościołem rzymskim. Państwo wypłacało duchowieństwu pensje i emerytury, pokrywało koszty administracji kościelnej i koszty funduszów budowlanych. Florentyna Rzemieniuk opisuje stosunek władz państwowych do Kościoła, przez cały okres międzywojenny, jako „poprawny, choć nacechowany nieufnością”.
W latach 1923–1939 Kościół Katolicki w II Rzeczypospolitej podjął próbę przywrócenia unii z kościołem prawosławnym, ostatecznie skasowanej przez władze rosyjskie w 1875 (likwidacja unickiej diecezji chełmskiej). Watykan powołał w 1924 kościół bizantyjsko-słowiański w Polsce.
Po powstaniu Związku Radzieckiego i zajęciu przez niego wschodnich ziem Rzeczypospolitej historia z czasów zaborów się powtórzyła, z dodatkowym czynnikiem w postaci programowej ateizacji. Ukraiński Kościół greckokatolicki padł ofiarą szczególnie silnych prześladowań, w toku których został oficjalnie wcielony do rosyjskiej Cerkwi prawosławnej.

### Po II wojnie światowej
W 1945 r. wszyscy biskupi ukraińskiej Cerkwi greckokatolickiej zostali aresztowani i skazani na długie wyroki więzienia. Na początku 1946 we Lwowie odbył się pseudosynod, w którym udział wzięło 214 z 1270 duchownych greckokatolickich, a który pod nadzorem tajnej policji politycznej zjednoczył grekokatolików z Rosyjskim Kościołem Prawosławnym. W 1949 podobny pseudosynod miał miejsce na Zakarpaciu. W komunistycznej Polsce kres działalności ukraińskiej Cerkwi greckokatolickiej jako zorganizowanej całości przyniosła Akcja „Wisła” w 1947 r. Po wysiedleniu do ZSRR w 1946 r. biskupów i kurii przemyskiej Stolica Apostolska wyposażyła w nadzwyczajne uprawnienia kardynałów Hlonda i Sapiehę, a następnie papież Pius XII mianował kard. A. Hlonda delegatem specjalnym dla obrządków wschodnich w Polsce, po jego śmierci analogiczne uprawnienia uzyskał kardynał Stefan Wyszyński. Prymas Stefan Wyszyński umożliwił funkcjonowanie Cerkwi greckokatolickiej w ramach struktury administracyjnej Kościoła rzymskokatolickiego w Polsce, w 1967 ustanowił on funkcję wikariusza generalnego prymasa Polski dla wiernych obrządku greckokatolickiego. Jednak cenzura nakazywała „eliminować wszelkie informacje o istnieniu – aktualnie w Polsce – obrządku greckokatolickiego, jego podporządkowaniu ks. Wyszyńskiemu oraz jakiejkolwiek działalności unitów w naszym kraju”. W 1981 delegatem apostolskim dla wiernych obrządków wschodnich w Polsce z prawami ordynariusza miejsca został prymas Polski, kardynał Józef Glemp, który następnie powołał dwóch wikariuszy generalnych dla wiernych obrządku greckokatolickiego – dla Polski północnej i Polski południowej. W 1989 prymas Polski kardynał Józef Glemp ponownie ustanowił jednego wikariusza generalnego dla całego obszaru Polski. W 2014 roku Kościół w Polsce liczył około 55 tysięcy wiernych w 124 parafiach.

## Ukraińska Cerkiew Greckokatolicka w diasporze i w podziemiu (1945–1991)
Ukraiński Kościół Greckokatolicki przetrwał wśród diaspory ukraińskiej na emigracji oraz w podziemiu. Dzięki temu po czterdziestu latach przerwy w legalnej pracy, w okresie pieriestrojki cerkiew kontynuowała działalność w zorganizowanej strukturze, dzięki tajnie wyświęconym biskupom, nielegalnym seminariom, przygotowującym kandydatów do święceń, działalności zgromadzeń zakonnych oraz wielu świeckich, oddanych kościołowi.
W latach 1946–1990 Kościół greckokatolicki był największą podziemną organizacją religijną w ZSRR, udzielającą wbrew sowieckim władzom sakramentów i nauczającą potajemnie religii. W katedrze łacińskiej we Lwowie o. Rafał Kiernicki udzielał sakramentów wiernym Kościoła greckokatolickiego. Samizdatowe pismo Kościoła greckokatolickiego Віра Батьків (Wira Bat’kiw) (pol. Wiara ojców) redagował i wydawał Teodozjusz Starak, po uzyskaniu niepodległości przez Ukrainę pierwszy poseł Ukrainy w Polsce.

## Odrodzenie Ukraińskiej Cerkwi Greckokatolickiej. Beatyfikacje męczenników Cerkwi
Pod koniec listopada 1988 Rada ds. Religii przy Radzie Ministrów USRR zarejestrowała pierwsze wspólnoty greckokatolickie w zachodniej części kraju. W chwili legalizacji Cerkiew unicka posiadała trzy diecezje: lwowską, iwano-frankowską i mukaczewską. Niemal natychmiast rozpoczęto prace nad reorganizacją struktury terytorialnej Cerkwi poprzez włączenie w jej struktury części diecezji przemyskiej oraz Bukowiny, która w granicach Ukrainy znalazła się w 1940. Pierwszy synod biskupów odrodzonej Cerkwi, który w maju 1992 obradował we Lwowie pod przewodnictwem kardynała Myrosława Iwana Lubaczywskiego (w marcu 1991 wrócił do Lwowa z emigracji w Rzymie), podjął decyzję o utworzeniu diecezji kołomyjsko-czerniowieckiej, samborsko-drohobyckiej, tarnopolskiej i zborowskiej. Aby objąć opieką duszpasterską wiernych żyjących na Ukrainie Wschodniej i w Kazachstanie w kwietniu 1996 utworzono egzarchat kijowsko-wyszogrodzki kierowany przez Lubomyra Huzara (od 2001 kardynał). Dalsza reorganizacja Cerkwi nastąpiła podczas synodu w sierpniu 2000, kiedy utworzono diecezje buczacką, sokalską i stryjską oraz w lipcu 2003, kiedy z egzarchatu kijowskiego wydzielono egzarchat odesko-krymski.
W czasie pielgrzymki na Ukrainę 27 czerwca 2001 na hipodromie we Lwowie podczas Liturgii odprawionej w obrządku bizantyjsko-ukraińskim, Jan Paweł II dokonał beatyfikacji 27 nowomęczenników greckokatolickich. Znaleźli się wśród nich biskupi i egzarchowie: Nykyta Budka, Hryhoryj Chomyszyn, Mykoła Czarnecki, Leonid Fiodorow, Jozafat Kocyłowski, Hryhoryj Łakota, Symeon Łukacz, Teodor Romża, Iwan Słeziuk, Klemens Szeptycki i Wasyl Wełyczkowski, siedmiu księży diecezjalnych, pięciu zakonników, trzy zakonnice i jedna osoba świecka. Poza nimi papież beatyfikował również jedną grekokatoliczkę niebędącą męczennicą, siostrę Michalinę Jozafatę Hordaszewską.
O osobie abp. metropolity Andrzeja Szeptyckiego i jego możliwej beatyfikacji w przyszłości Jan Paweł II wypowiedział się w homilii następująco:

Jak moglibyśmy nie wspomnieć dalekowzrocznej i gruntownej działalności pasterskiej Sługi Bożego, metropolity Andrzeja Szeptyckiego, którego proces beatyfikacyjny posuwa się do przodu, i którego mamy nadzieję oglądać pewnego dnia w chwale świętych? Trzeba tu odnieść się do jego bohaterskiej działalności apostolskiej, jeśli chcemy zrozumieć niewytłumaczalną po ludzku płodność Kościoła greckokatolickiego na Ukrainie w ciemnych latach prześladowań.

10 lutego 2011 kardynał Huzar zrezygnował z urzędu w związku z zaawansowanym wiekiem. Administratorem ukraińskiej cerkwi greckokatolickiej został tymczasowo arcybiskup Ihor Woźniak. 23 marca 2011 synod biskupów Kościoła obrządku bizantyjsko-ukraińskiego wybrał Światosława Szewczuka arcybiskupem większym kijowsko-halickim.

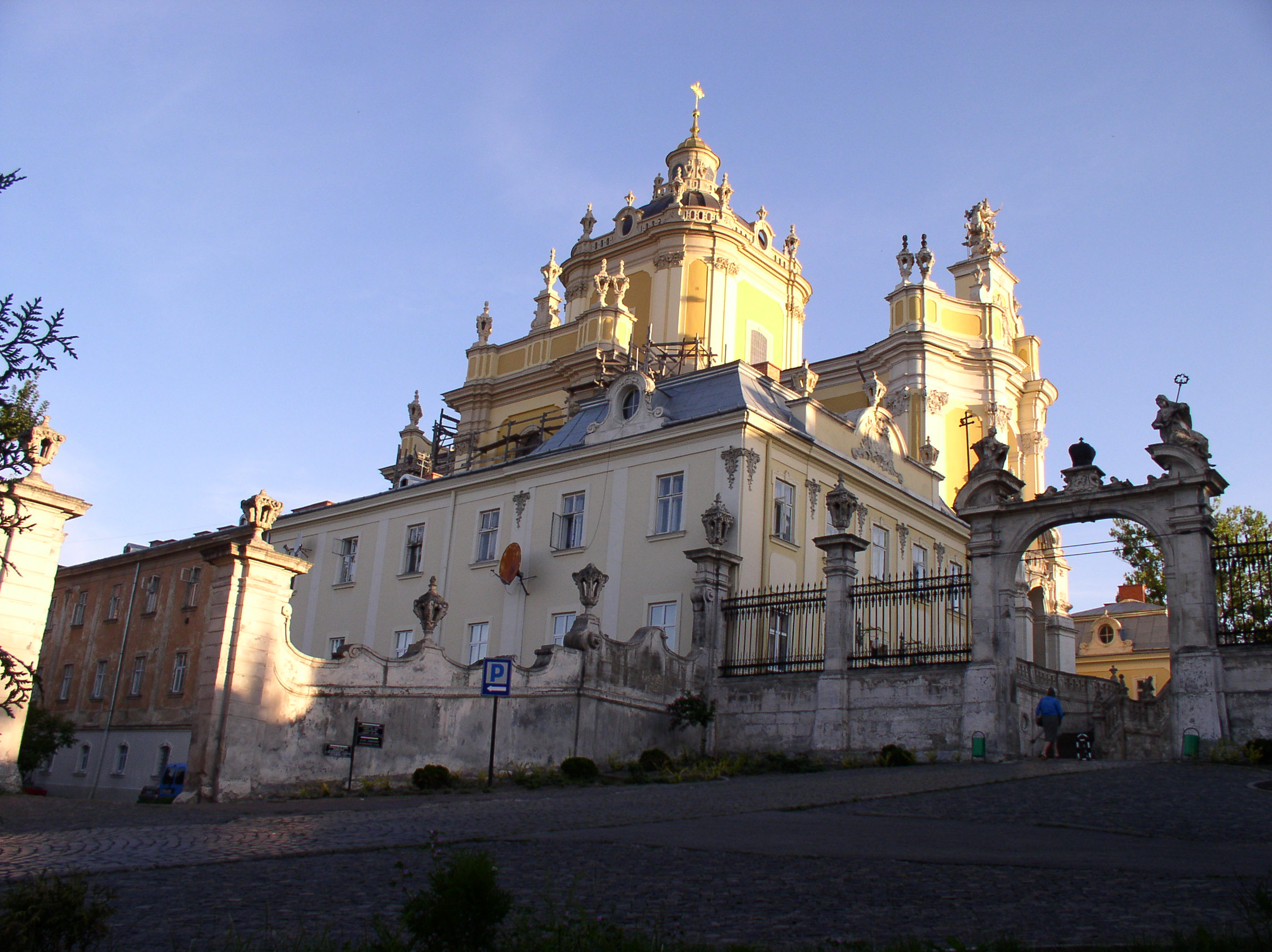
Sobór św. Jura we Lwowie

Ukraińska Cerkiew Greckokatolicka od 1996 jest członkiem Wszechukraińskiej Rady Kościołów i Organizacji Religijnych.
W dniach 1–2 lutego 2023 r. we Lwowie-Briuchowiczach Synod Biskupów UCGK zdecydował, że od 1 września 2023 r. Ukraiński Kościół Greckokatolicki na Ukrainie przejdzie na kalendarz nowojuliański (nowy styl) dla stałych świąt z zachowaniem ustalania terminu Wielkanocy zgodnie z kalendarzem juliańskim, co zostało ogłoszone przez Arcybiskupa Najwyższego Światosława 6 lutego 2023 r. Reforma kalendarza składa się z dwóch etapów. Pierwszy odnosi się do wszystkich świąt stałych, a drugi do obchodów Paschy. Parafie, które są gotowe do przejścia na nowy styl w 2023 roku, mogą skorzystać z okresu przejściowego do 1 września 2025 roku.
W ślad za Ukraińskim Kościołem Greckokatolickim na Ukrainie i Azji Środkowej, Eparchia śś. Piotra i Pawła w Melbourne postanowiła przeprowadzić reformę kalendarza. Zgodnie z dekretem biskupa Mykoły Byczki z dnia 22 marca 2023 r., od 1 września 2023 r. UKGK w Australii i Oceanii całkowicie przejdzie na kalendarz gregoriański, w przeciwieństwie do UKGK w Eurazji również w zakresie ustalania terminów świąt ruchomych.

## Organizacja
Obecnie Cerkiew greckokatolicka jest drugim co do liczebności kościołem na Ukrainie. Liczy około trzech milionów wiernych na Ukrainie oraz pięć i pół miliona poza jej granicami. Na początku stycznia 2005 stan Cerkwi był następujący:
- 1207 zakonników w 93 klasztorach męskich i żeńskich oraz w 14 misjach,
- 2103 duchownych, w tym 32 biskupów,
- 3240 parafii (większość na zachodzie Ukrainy),
- około 2700 cerkwi, kolejne 300 w budowie,
- 13 własnych zakładów oświatowych, w tym Ukraiński Uniwersytet Katolicki we Lwowie, w których naukę pobierało blisko 1,7 tys. osób,
- 1186 szkół niedzielnych,
- 27 periodyków,
- trzy wydawnictwa.

Zwierzchnikiem Cerkwi na Ukrainie i poza jej granicami jest obecnie arcybiskup większy Kijowa-Halicza Światosław Szewczuk. 21 sierpnia 2005 odbyła się uroczystość przeniesienia rezydencji zwierzchnika Cerkwi ze Lwowa do Kijowa. Faktycznie do dzisiaj Lwów pozostaje najważniejszym ośrodkiem ukraińskiej cerkwi.

### Jednostki administracyjne
- Ukraina
  - Metropolia kijowska
    - Archieparchia kijowska
    - Egzarchia doniecka
    - Egzarchia charkowska
    - Egzarchia odeska
    - Egzarchia krymska
    - Egzarchia łucka

  - Metropolia tarnopolsko-zborowska

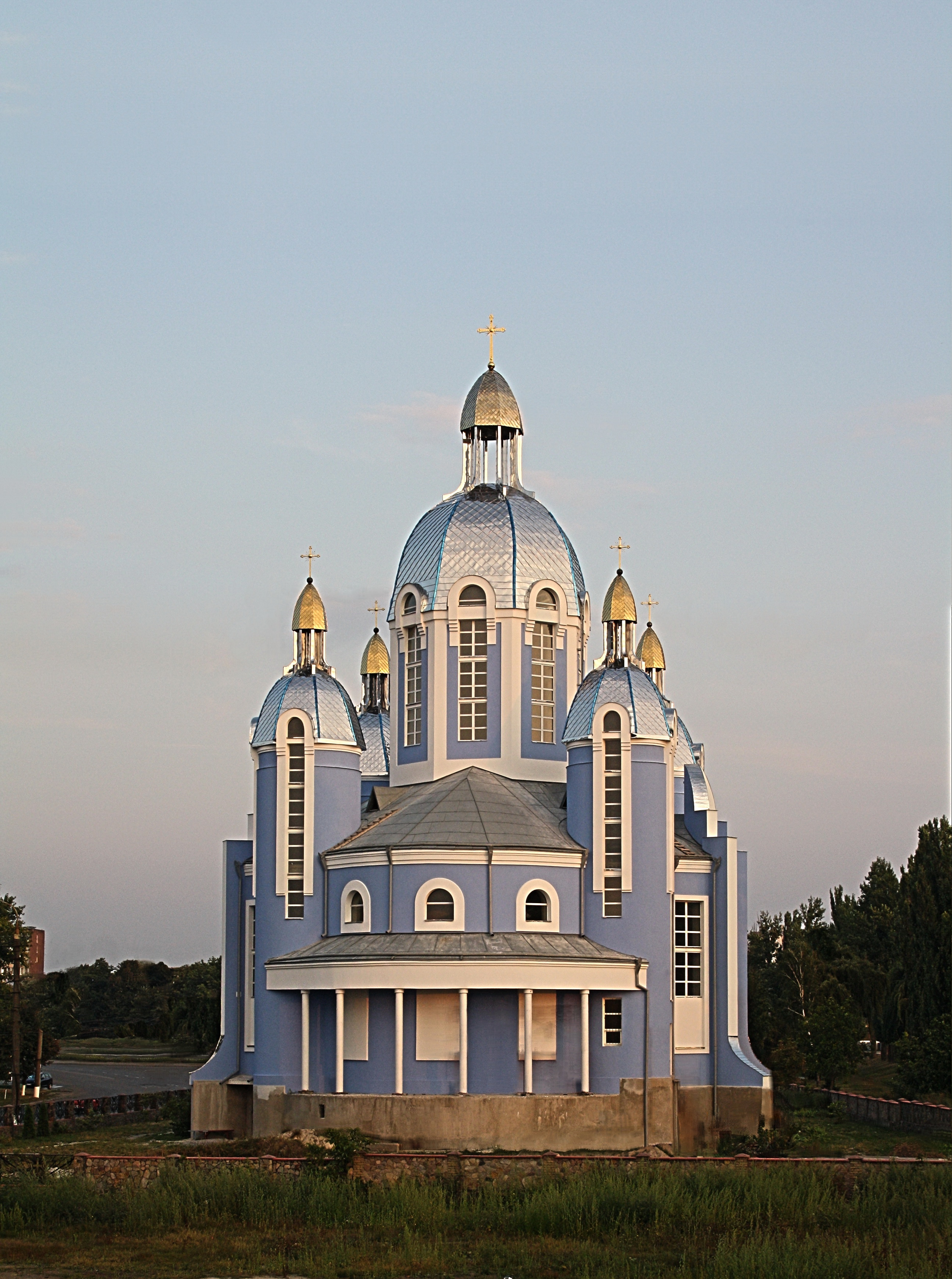
Współczesna cerkiew greckokatolicka w Winnicy

    - Archieparchia tarnopolsko-zborowska
    - Eparchia buczacka
    - Eparchia kamieniecko-podolska

  - Metropolia iwanofrankiwska
    - Archieparchia iwano-frankiwska
    - Eparchia kołomyjska
    - Eparchia czerniowiecka

  - Metropolia lwowska
    - Archieparchia lwowska
    - Eparchia stryjska
    - Eparchia samborsko-drohobycka
    - Eparchia sokalsko-żółkiewska

- Polska
  - Metropolia przemysko-warszawska

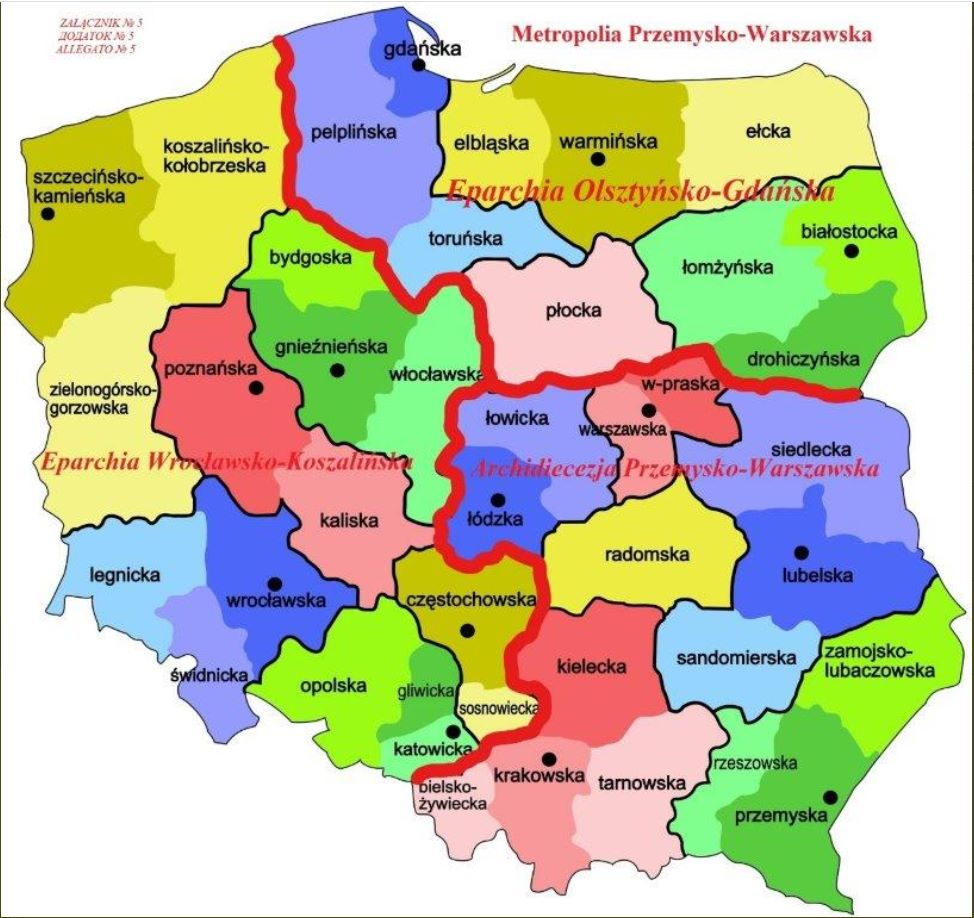
Metropolia przemysko-warszawska

    - Archieparchia przemysko-warszawska
    - Eparchia wrocławsko-koszalińska
    - Eparchia olsztyńsko-gdańska

Pozostałe jednostki
- Argentyna
  - Eparchia Santa María del Patrocinio w Buenos Aires
- Australia
  - Eparchia św. Piotra i Pawła w Melbourne
- Brazylia
  - Metropolia św. Jana Chrzciciela w Kurytybie
    - Archieparchia św. Jana Chrzciciela w Kurytybie
    - Eparchia Niepokalanego Poczęcia w Prudentópolis
- Francja
  - Apostolski egzarchat Francji, krajów Beneluksu i Szwajcarii
- Kanada
  - Metropolia Winnipeg
    - Archieparchia Winnipeg
    - Eparchia Edmonton
    - Eparchia Saskatoon
    - Eparchia Toronto
    - Eparchia New Westminster
- Niemcy
  - Egzarchat apostolski Niemiec i Skandynawii
- Stany Zjednoczone
  - Metropolia Filadelfii
    - Archieparchia Filadelfii
    - Eparchia św. Jozafata w Parmie
    - Eparchia św. Mikołaja w Chicago
    - Eparchia Stamford
- Wielka Brytania
  - Eparchia Świętej Rodziny w Londynie
- Włochy
  - Egzarchat apostolski Włoch

## Ukraińska Cerkiew greckokatolicka w Polsce

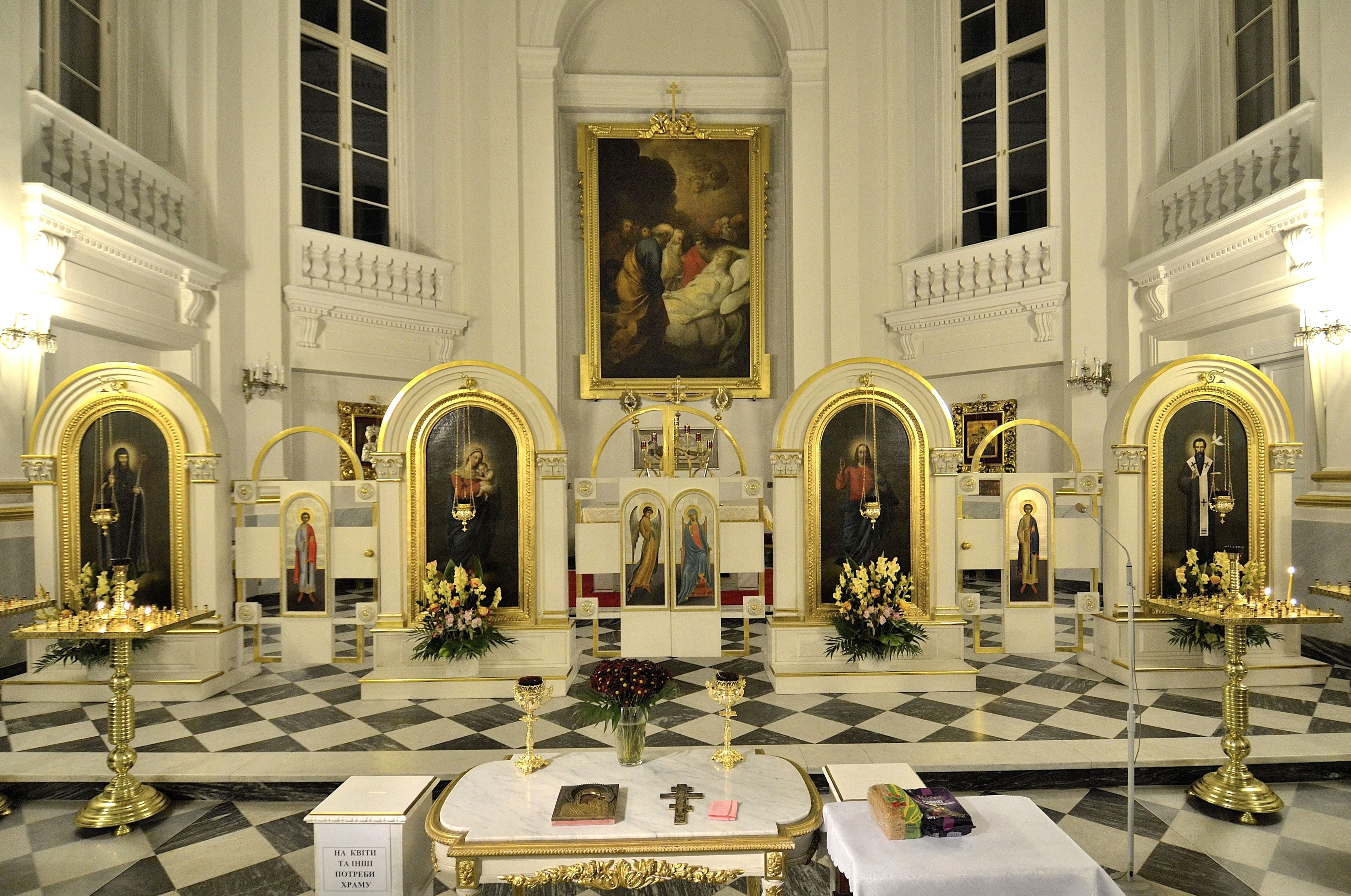
Wnętrze cerkwi Zaśnięcia Najświętszej Marii Panny w Warszawie

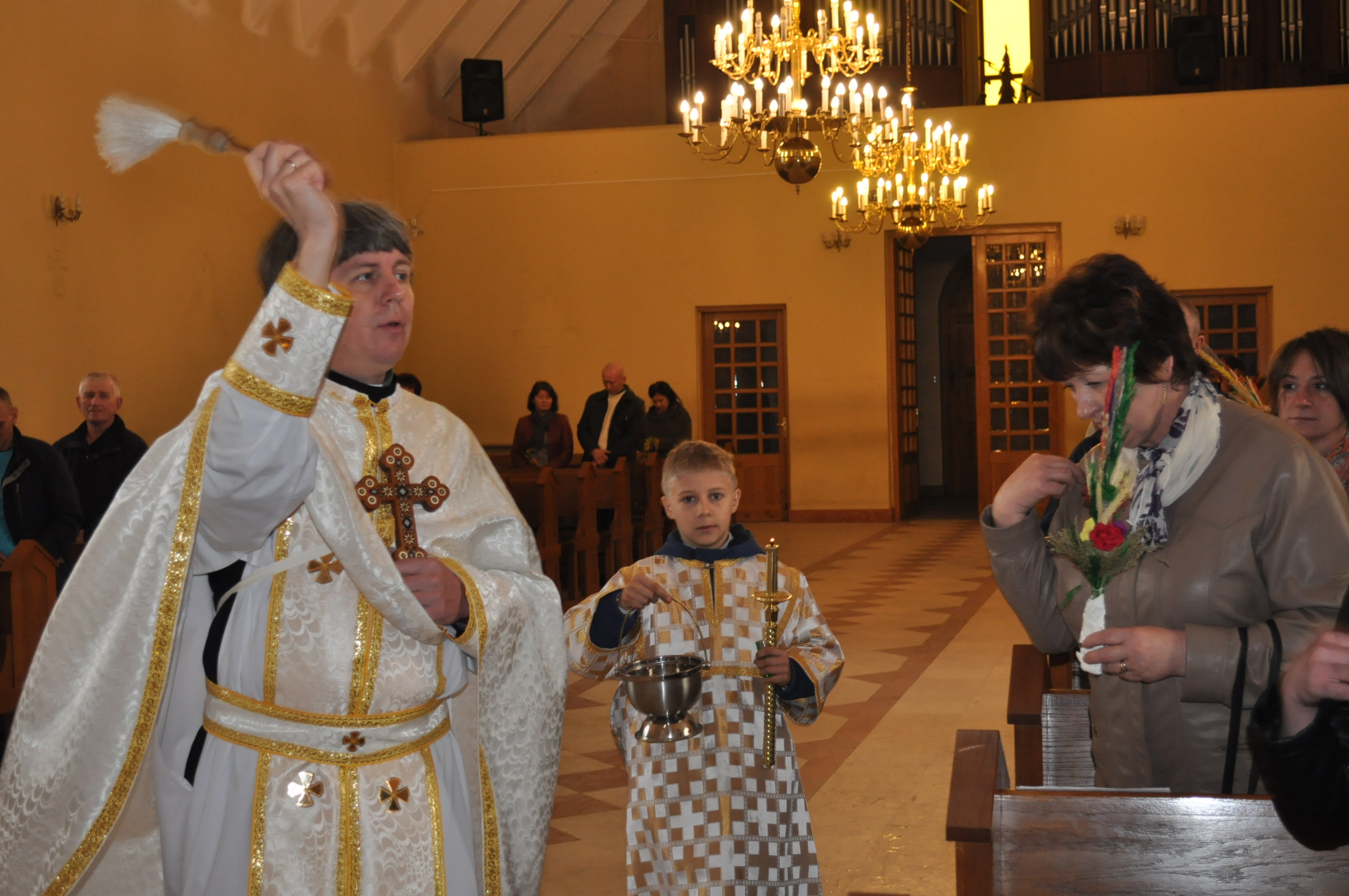
Greckokatolicka Liturgia Niedzieli Palmowej w kościele Miłosierdzia Bożego w Grójcu

Zwierzchnikiem ukraińskiej Cerkwi greckokatolickiej w Polsce jest abp Eugeniusz Popowicz, metropolita przemysko-warszawski. Metropolia jest niezależna od zwierzchnika cerkwi na Ukrainie i podlega bezpośrednio Stolicy Apostolskiej. W jej skład wchodzą archieparchia przemysko-warszawska, eparchia wrocławsko-koszalińska z biskupem diecezjalnym Włodzimierzem Juszczakiem OSBM oraz eparchia olsztyńsko-gdańska z biskupem diecezjalnym Arkadiuszem Trochanowskim. Eparchie te dzielą się na dekanaty.
W Warszawie działają obecnie cztery parafie greckokatolickie. Kościół parafialny najstarszej z nich, zbudowany w latach 1781–1784 według klasycystycznego projektu Dominika Merliniego, znajduje się przy ul. Miodowej i jest zarazem siedzibą zakonu bazylianów.
Od kilkunastu lat Kościół greckokatolicki w Polsce organizuje coroczne spotkania młodych – Sarepta w Beskidzie Niskim.
Podobnie jak w cerkwi na Ukrainie, wszystkich duchownych greckokatolickich w Polsce obowiązuje celibat, co oznacza, że po przyjęciu święceń kapłańskich nie mogą oni już dostąpić sakramentu małżeństwa. Zasada ta nie stoi jednak w sprzeczności z możliwością zawarcia małżeństwa przez kandydata na duchownego, zanim zostanie on księdzem, gdyż takie małżeństwo jest ważne także po przyjęciu święceń i nie uniemożliwia przystąpienia do stanu duchownego. Reguła ta nie dotyczy wyższych duchownych (biskupów itd.), którzy rekrutują się spośród bezżennych duchownych.
W dniu 6 lutego 2023 roku Metropolia przemysko-warszawska, biorąc pod uwagę wcześniejszą decyzję UCGK na Ukrainie oraz opinię Delegatów Rady Generalnej Diecezjalnej w Porszewicach z czerwca 2022 roku, podjęła decyzję o przejściu od 1 września 2023 r. na kalendarz nowojuliański.